# ارتپه
ارتپه (به لاتین: Ərtəpə، تا سال ۱۹۹۱ میلادی نووگورلوفکا Novogorelovka) یک منطقه مسکونی در جمهوری آذربایجان است که در شهرستان گدابیگ واقع شده است. ارتپه ۱۴۸۷ نفر جمعیت دارد.